# Hôtel Deheurles

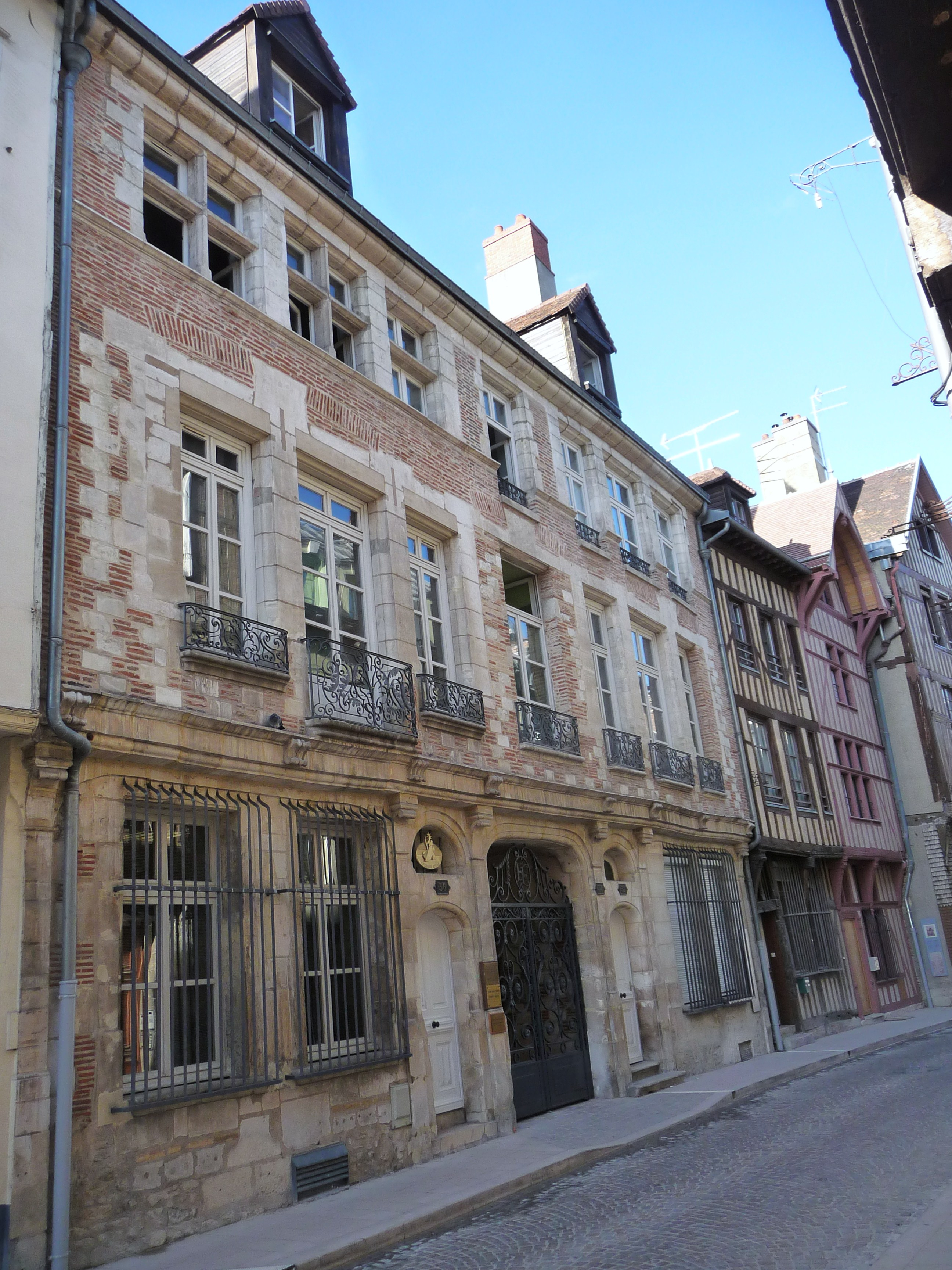
Hôtel Deheurles in Troyes

Das Hôtel Deheurles in Troyes, dem Verwaltungssitz des Départements Aube in der Region Grand Est, wurde um 1544 errichtet. Das Hôtel particulier an der Rue de la Monnaie Nr. 42 ist seit 1926 als Monument historique klassifiziert.
Der Stadtpalast aus Haustein und Ziegelstein wurde für Jean Deheurles erbaut, der Steuereinnehmer und Mitglied des Rates war. Das Wohnhaus mit sieben Fensterachsen besitzt im Hof einen Turm.